# Aradus medioximus
Aradus medioximus är en insektsart som beskrevs av Parshley 1921. Aradus medioximus ingår i släktet Aradus och familjen barkskinnbaggar. Inga underarter finns listade i Catalogue of Life.